# Lamberg Ferenc Fülöp
Gróf Lamberg Ferenc Fülöp (Franz Philipp von Lamberg) (Mór, 1791. november 30. – Buda, 1848. szeptember 28.) császári-királyi altábornagy (k.k. Feldmarschallleutnant). Rövid ideig tartó, de jelentős szerepet játszott az 1848–1849 évi magyar szabadságharc történetében.

## Élete
Karintiából származó nemesi családban született. Apja, gróf Lamberg Fülöp József (1748–1807), császári és királyi kamarás, földbirtokos, anyja, báró luzsnai és reglicei Luzsénszky Borbála (1771–1843) volt. Anyai nagyszülei, báró luzsnai és reglicei Luzsénszky György (1721–1773), nagybirtokos, és gróf karancsberényi Berényi Erzsébet (1735–1823) voltak. Apja, Lamberg Fülöp József gróf 1780. január 7-én Mária Terézia magyar királynőtől, indigenátust, avagy magyar nemesség honosítást nyert. A gróf Lamberg család fő vonala 1931-ben halt ki, mellékágai ma is élnek.
Lamberg Ferenc Fülöp gróf fiatal korában 1810-ben lépett be a Császári-Királyi Hadseregbe (Kaiserlich-Königliche Armee). 1834-től vezérőrnagyi, 1842-től altábornagyi rangban szolgált. 1834-től a Magyarországon állomásozó császári-királyi csapatok vezérkari főnöke lett. Lamberg a császári-királyi tisztek között ritkán tapasztalható módon – közírói tevékenységet is folytatott. Eleinte a pozsonyi Hírnök című lapban publikált írásokat, később több könyvet is megjelentetett, német és magyar nyelven is. Legismertebb magyar nyelvű könyve, a Még egy Terra Incognita. Ismeretek 's tudnivalók az ausztriai birodalom nem magyar [nyelvű] tartományairól című, 1841 márciusában Pozsonyban jelent meg. 1844-ben szóba került még magyar tudományos akadémiai tagsága is, de ez nem valósult meg.
Az első felelős magyar kormány megalakuláskor a magyarországi főhadparancsnokság (k.k. Generalkommando in Ungarn) pozsonyi hadosztályának parancsnoka volt. Az alakuló magyar hadseregnek égetően szüksége volt tapasztalt vezénylő tábornokokra, ezért Mészáros Lázár hadügyminiszter igyekezett őt rávenni a magyar kormány szolgálatára, de nem járt sikerrel. Mészáros emlékiratai szerint Lamberg „az új alkotmánynak inkább ellensége, mint barátja volt … arról a legnagyobb ellenszenvvel nyilatkozott”.

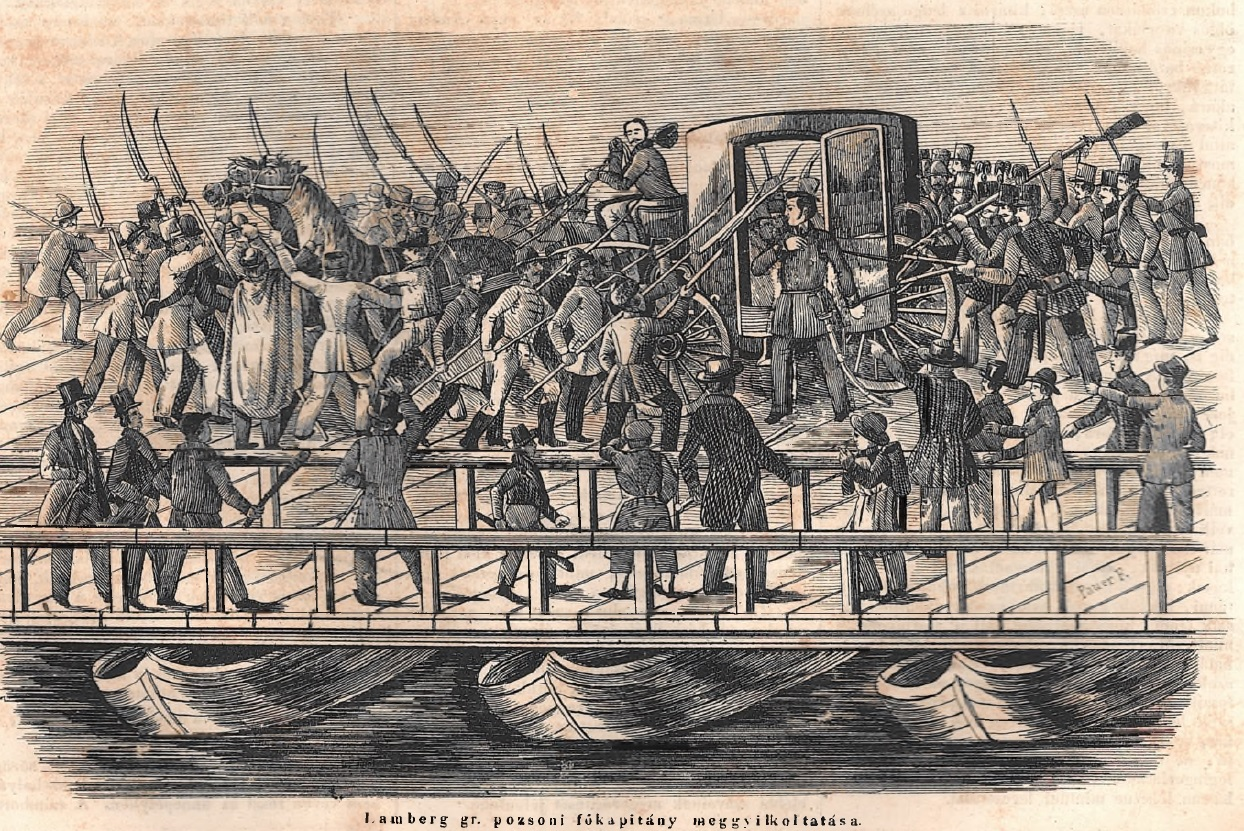
Lamberg meggyilkolása a pest-budai hajóhídon. Illusztráció, Mulattató Képesujság, 1848/37, október 7.

1848. szeptember 25-én a bécsi udvar – Jellasics horvát bán sikeres magyarországi előnyomulása miatt – Magyarország katonai parancsnokává és ideiglenes nádorává nevezte ki Lamberg Ferencet. A kinevezés magyar miniszter(elnök)i ellenjegyzés nélkül történt, ezért szeptember 27-én a magyar országgyűlés érvénytelennek nyilvánította azt. A gróf hivatalának átvételére, a miniszteri ellenjegyzés megszerzése végett szeptember 28-án érkezett a magyar fővárosba. Találkozni akart a kormány tagjaival, és kissé naiv módon a neki járó katonai kíséret nélkül Batthyány Lajost kezdte keresni. Batthyány miniszterelnök viszont éppen őhozzá tartott, a hadsereg állomáshelyére – mert feltételezte, hogy Lamberg a magyarországi császári-királyi csapatok újdonsült főparancsnokaként először odamegy –, hogy a kinevezést a kormány fejeként ellenjegyezni tudja, ezért nem tartózkodott a fővárosban. A Jellasics fővárosba érkezésétől tartó, feldühödött tömeg a pest-budai hajóhídon felismerte, és kegyetlenül meggyilkolta Lamberget, még a holttestét is meggyalázta.
Ezt követően írta Petőfi Sándor az egyik legradikálisabb költeményét.
Lamberg szivében kés, Latour nyakán

Kötél, s utánok több is jön talán,

Hatalmas kezdesz lenni végre, nép!

Ez mind igen jó, mind valóban szép,

De még ezzel nem tettetek sokat –

Akasszátok föl a királyokat!…
Lamberg halála új szakaszt nyitott a magyar szabadságharc történetében, mert végérvényesen kizárta a békés megegyezés lehetőségét. Közvetlen kiváltó oka volt annak, hogy az uralkodó – akihez ekkorra Lamberg halálhíre már megérkezett, a pákozdi csatavesztés híre azonban még nem – október 4-én „feloszlatta” a magyar országgyűlést, és Magyarország katonai és polgári kormányzójává Jellasics bánt nevezte ki.

## Házassága és gyermekei
Lamberg Ferenc Fülöp gróf feleségül vette Bécsben 1828. április 19-én Hoyos Karolina grófnőt (Bécs, 1811. május 3. – Bécs, 1875. április 19.), akinek a szülei gróf Hoyos János Ernő (1779–1849) nagybirtokos, és Maria Theresia von Schlabrendorff grófnő (1781–1862) voltak. A házasságukból született:
- gróf Lamberg Ernestine (1829–1874). Férje, temerini Szécsen Antal (1819–1896)
- gr. Lamberg Karoline (1830–1883). Férje, gróf Alphons von Wimpffen (1828–1866)
- gr. Lamberg Ferenc Irme (1832–1901). Neje, gróf Anna Maria von Lamberg (1837–1897)
- gr. Lamberg Maria Theresia (Sarolta) (1833–1876). Férje, gróf Alphons von Mensdorff-Pouilly (1810–1894)
- gr. Lamberg Terézia (1836–1913). Férje, gróf Franz Ludwig von Meran (1839–1891)
- gr. Lamberg Fülöp (1838–1874). Neje, Marie von Wenckheim bárónő  (1848–1900)
- gr. Lamberg Henrik (1841–1929), lovas tábornok. Neje, Eleonore zu Schwarzenberg hercegnő (1858–1938)

## Művei
- Még egy Terra Incognita : ismeretek 's tudnivalók az ausztriai birodalom nem-magyar tartományairól, Pozsony, 1841